# Diagrama de sequência
Diagrama de sequência (ou Diagrama de Sequência de Mensagens) é um diagrama usado em UML (Unified Modeling Language), representando a sequência de processos (mais especificamente, de mensagens passadas entre objetos) num programa de computador. Como um projeto pode ter uma grande quantidade de métodos em classes diferentes, pode ser difícil determinar a sequência global do comportamento. O diagrama de sequência representa essa informação de uma forma simples e lógica.
Um diagrama de sequência descreve a maneira como os grupos de objectos colaboram em algum comportamento ao longo do tempo. Ele registra o comportamento de um único caso de uso e exibe os objectos e as mensagens passadas entre esses objectos no caso de uso.
Em síntese: o Diagrama de Sequência é uma das ferramentas UML usadas para representar interações entre objetos de um cenário, realizadas através de operações ou métodos (procedimentos ou funções). Este diagrama é construído a partir do Diagrama de Casos de Usos. Primeiro, define-se qual o papel do sistema (Use Cases), depois, é definido como o software realizará seu papel (Sequência de operações).
O diagrama de sequência dá ênfase a ordenação temporal em que as mensagens são trocadas entre os objetos de um sistema. Entende-se por mensagens os serviços solicitados de um objecto a outro, e as respostas desenvolvidas para as solicitações.

## Mensagens
A notação para uma mensagem em um diagrama de sequência é uma flecha (geralmente desenhada na horizontal) ligando uma linha de vida a outra. O objeto do qual parte a seta é aquele que está enviando a mensagem (objeto remetente). O objeto para o qual a seta aponta é aquele que está recebendo a mensagem (objeto receptor). O formato da ponta da seta indica o tipo de mensagem sendo enviada (síncrona ou assíncrona). O rótulo da mensagem é posicionado acima dessa seta.

## Conceitos
- Atores: São entidades externas que interagem com o sistema e que solicitam serviços. Normalmente, o ator primário é o responsável por enviar a mensagem inicial que inicia a interação entre os objetos.
- Objetos: Representam as instâncias das classes representadas no processo.
- Gate: Indica um ponto em que a mensagem pode ser transmitida para dentro ou para fora.
- Fragmento: Fragmentos de interação como: Alt (Alternativa), Opt (Opcional), Break (Parar), Loop (Repetição) e outras.
- Linha de vida: As linhas de vida compõem a dimensão vertical. Uma linha de vida é composta de duas partes, a cabeça e a cauda. A cabeça é representada por um retângulo com dois compartimentos, no compartimento superior a identificação do objeto é exibida e no compartimento inferior (cuja utilização é opcional), aparecem valores para os atributos definidos na classe do objeto. A cauda corresponde a uma linha vertical tracejada.